# Pilot Academy
Pilot Academy – symulator lotu wyprodukowany przez Kuju Entertainment oraz wydany w 2006 roku przez Rising Star Games. W Pilot Academy gracz wciela się w pilota samolotów z różnych epok historycznych, od II wojny światowej począwszy, a na współczesności kończąc. Rozgrywka dzieli się na dwie kategorie: cywilną i militarną, w których gracz pobiera lekcje pilotażu i wykonuje misje.